# Les Filles de Caleb (roman)
Pour les articles homonymes, voir Les Filles de Caleb.
Les Filles de Caleb est une série de trois romans d'Arlette Cousture : Le Chant du coq (1985), Le Cri de l'oie blanche (1986) et L'Abandon de la mésange (2003). En France, les deux premiers volets seront diffusés sous les titres Émilie et Blanche, et le troisième tome de la trilogie, Élise.

## Genèse et publication
Le projet d'écriture d'Arlette Cousture nait de l'envie de raconter l'histoire de sa grand-mère Émilie Bordeleau.
Le manuscrit des Filles de Caleb est refusé par trois éditeurs avant d'être publié aux éditions Québec Amérique. Initialement refusé par le comité de lecture, le directeur de la maison d'édition, Jacques Fortin, accepte finalement de le publier sans même l'avoir lu, après avoir vu « sa femme et sa fille se battre pour le lire ».
Au départ, Le Chant du coq et Le Cri de l'oie blanche font partie d'un seul et même livre. C'est l'éditeur qui choisit de scinder le manuscrit en deux tomes et de les publier à une année d'intervalle.

## Prix
- 1987 : Prix du public du Salon du livre de Montréal
- Premier prix de Communication-Jeunesse
- Prix des lecteurs du réseau des bibliothèques centrales de prêt du Québec

## Série télévisée
- pour le premier livre : Les Filles de Caleb, 20×45 minutes, 1990-1991
- pour le deuxième livre : Blanche, 11×45 minutes, 1993-1993